# 桂馥
桂馥（1736年—1805年），字未谷，一字冬卉，號雩門，別號蕭然山外史，山東曲阜人，清朝政治人物、學者，同進士出身。

## 生平
桂馥少承家學，博涉群書，潛心小學，精於金石六書之學，认为“士不通经，不足致用；而训诂不明，不足以通经”。乾隆三十三年（1768年）以優貢入國子監，補長山縣（今屬鄒平）縣學訓導。乾隆五十五年（1790年）進士，嘉慶元年（1796年）選雲南永平縣知縣，嘉慶十年（1805年）卒於官。

## 成就
桂馥和段玉裁同時治《說文》，人稱“南段北桂”，撰《說文解字義證》五十卷，被後人譽為“清代說文四大家”之一。桂氏成書後未刊行，轉相傳鈔，當時阮元、李璋煜及葉志銑皆有抄本。道光二十六年，楊墨林出資於清江浦刊刻《義證》。又与周永年在济南五龙潭畔修建了潭西精舍，並撰《潭西精舍记》一文，刻石立于潭旁。
著有《札朴》、《晚学文集》、《说文谐声谱考证》、《历代石经考略》等。

## 延伸阅读
[在维基数据编辑]
 《清史稿/卷481》，出自趙爾巽《清史稿》
 在维基共享资源阅览影像

## 外部連結
- 桂馥济南故居[] 中国社会科学报